# Walter Schmitt Glaeser
Walter Schmitt Glaeser (Múnich, 2 de octubre de 1933 - 11 de junio de 2024) fue un jurista y profesor universitario alemán con un enfoque de trabajo en el derecho estatal. Fue presidente del Senado Bávaro de 1994 a 1996.
Después de estudiar derecho, realizó los exámenes estatales de jurisprudencia en 1957 y 1961. Obtuvo su doctorado en 1959 y su habilitación en 1968. A partir de 1969, fue profesor de derecho público en la Universidad Philipps de Marburgo. Desde 1970, fue autor de una obra estándar sobre el derecho procesal administrativo. En 1973, fue nombrado vicepresidente de la Universidad de Bayreuth en proceso de fundación. En 1975, se convirtió en profesor de derecho público y ciencias administrativas en Bayreuth. Desde 1987, fue miembro del Tribunal Constitucional de Baviera y del Senado Bávaro, donde actuó como presidente de 1994 a 1996. Su estilo más bien confrontativo como presidente fue uno de los desencadenantes del referéndum “Estado Delgado sin Senado”, que resultó en la abolición del Senado bávaro en el año 2000. En 1994/95, Schmitt Glaeser fue presidente de la Asociación de Profesores de Derecho Estatal Alemán.
Schmitt Glaeser fue emérito en 2001. Fue miembro del partido CSU.

## Obras
- Con Oskar Tschira: Verwaltungsprozeßrecht. 2ª edición. Boorberg, Stuttgart 1975 (la 1ª edición fue responsabilidad exclusiva de Oskar Tschira); desde la 9ª edición de 1988 como único autor; 15ª edición 2000. Der freiheitliche Staat des Grundgesetzes. Mohr Siebeck, Tübingen 2008, ISBN 3-16-149711-2; 3ª edición 2016, ISBN 978-3-16-154457-6.[3]

## Literatura
- Hans-Detlef Horn, Peter Häberle, Herbert Schambeck, Klaus Stern: Recht im Pluralismus. Festschrift für Walter Schmitt Glaeser zum 70. Geburtstag. Duncker & Humblot, Berlín 2003, ISBN 3-428-10982-1.
- Peter Fahrenholz: Im öffentlichen Halbschatten. En: Bayerischer Staatsanzeiger, Unser Bayern. Agosto / Septiembre 2006.